# Enderson Alcalá
Enderson Alcalá (Caracas, 5 de abril de 2001) es un baloncestista venezolano que se desempeña como alero en Panteras de Miranda de la Superliga Profesional de Baloncesto de Venezuela.

## Trayectoria

### Clubes
| Club                   | País      | Año         |
| ---------------------- | --------- | ----------- |
| Bucaneros de La Guaira | Venezuela | 2017 - 2018 |
| Estudiantes Concordia  | Argentina | 2018 - 2019 |
| Comuna El Cementerio   | Venezuela | 2019        |
| Estudiantes Concordia  | Argentina | 2019 - 2020 |
| Diablos de Miranda     | Venezuela | 2021        |
| Guaros de Lara         | Venezuela | 2022        |
| Panteras de Miranda    | Venezuela | 2023        |
| Cimarrones de Guatire  | Venezuela | 2023        |
| Bucaneros de Artigas   | Venezuela | 2024        |
| Panteras de Miranda    | Venezuela | 2024        |
| Guerreros de Plaza     | Venezuela | 2024        |
| Panteras de Miranda    | Venezuela | 2025        |

## Selección nacional
Alcalá integró diversos seleccionados juveniles de baloncesto de Venezuela, llegando a jugar el Campeonato FIBA Américas Sub-16 de 2017 y el Campeonato Sudamericano de Baloncesto Sub-17 de 2017 entre otros torneos. Asimismo integró los seleccionados de baloncesto 3x3 de Venezuela Sub-18 que participó de los Juegos Olímpicos de la Juventud de Buenos Aires 2018 y Sub-23 que disputó la FIBA Nations League Americas de 2023. 
Con la selección mayor debutó en 2021.
En febrero de 2024 jugó con el equipo nacional venezolano de baloncesto 3x3 en los Juegos del Futuro en Kazán, Rusia, en la modalidad de baloncesto phygital, un deporte que mezcla los esports con el baloncesto 3x3. En esa ocasión Venezuela obtuvo la medalla de plata.